# Robert Mapplethorpe
Robert Mapplethorpe (ur. 4 listopada 1946 we Floral Park w Nowym Jorku, zm. 9 marca 1989 w Bostonie) – amerykański fotograf. Był jednym z najbardziej znanych, ale i kontrowersyjnych fotografów XX wieku. 
Specjalnością Roberta Mapplethorpe były wystylizowane czarno-białe portrety. Fotografował także kwiaty oraz wzbudzające kontrowersje męskie akty. Z uwagi na śmiałość prac utrzymanych w homoerotycznej stylistyce uchodził często za skandalistę. Swoją przygodę z fotografią zaczynał od Polaroida. W 1973 odbyła się jego pierwsza indywidualna wystawa, w Light Gallery, w Nowym Jorku. Dwa lata później fotografował średnioformatowym aparatem Hasselblad 500. Podejmował zlecenia komercyjne, był także autorem okładki albumu swojej przyjaciółki, piosenkarki Patti Smith. Współpracował z magazynem „Interview”.
Osiągnął perfekcję w swoim ascetycznym stylu. Jego fotografie uważane są za arcydzieła i znajdują się w największych muzeach na całym świecie. W 1988, na rok przed śmiercią na AIDS założył fundację swojego imienia. Promuje ona fotografie Mapplethorpe'a na całym świecie oraz zbiera środki finansowe na badania naukowe nad HIV i AIDS.

## Życiorys

### Wczesne lata
Urodził się w rzymskokatolickiej rodzinie robotniczej na amerykańskich przedmieściach jako trzeci spośród sześciorga dzieci Joan Dorothy (z domu Maxey) i Harry'ego Irvinga Mapplethorpe'a, inżyniera elektryka. W dzieciństwie był ministrantem, fascynowały go kapłańskie szaty i bogactwo kościelnych wnętrz. W 1963 studiował w Pratt Institute w Brooklynie.

### Kariera
Pod koniec lat sześćdziesiątych w cyganeryjnym Nowym Jorku nawiązał kontakt z pokoleniem ‘68. Poznał Patti Smith w księgarni Scribner’s, gdzie właśnie zaczęła pracę. Wkrótce dzieliła z nim życie. Mieszkali razem na Brooklynie i w hotelu Chelsea na Manhattanie. Ich związek skończył się, gdy Mapplethorpe ujawnił swój homoseksualizm. W latach 1972–1988 związał się ze sporo starszym kolekcjonerem Samem Wagstaffem, który finansował jego karierę, zaś Mapplethorpe pomagał mu w budowaniu fotograficznego zbioru. Ale przyjaźń ze Smith przetrwała, robił zdjęcia na okładki jej płyt. W 1973 miał pierwszą wystawę polaroidów w Light Gallery. W 1977 brał udział w documenta w Kassel, rok później miał wystawę w ekskluzywnej galerii Roberta Millera przy Fifth Avenue. Lata 80. to szczyt jego kariery. 
Zmarł 9 marca 1989 w wieku czterdziestu dwóch lat w szpitalu w Bostonie (stan Massachusetts) wskutek komplikacji związanych z chorobą AIDS. Jego prochy zostały złożone na terenie Queens (Nowy Jork) w grobowcu jego matki.
Kilka miesięcy przedtem na wózku inwalidzkim pojawił się na wernisażu swojej retrospektywy w nowojorskim Whitney Museum. Krótko po śmierci wokół jego prac zaczęły wybuchać skandale: wystawy były zamykane przez policję lub ostrożnych kuratorów, a pewien republikański senator publicznie zniszczył katalog jednej z nich.
Prawie rok przed śmiercią, schorowany Mapplethorpe pomógł w założeniu fundacji Robert Mapplethorpe Foundation, Inc. Zgodnie z jego wizją fundacja „miała być odpowiednim narzędziem do ochrony jego prac, doskonalenia jego wizji twórczych i promowania kwestii, na których mu zależało”. Od śmierci artysty fundacja nie tylko funkcjonuje jako jego oficjalny przedstawiciel i pomaga promować jego prace na całym świecie, lecz także zebrała i przekazała miliony dolarów na badania naukowe dotyczące walki z zakażeniami wirusem HIV i z chorobą AIDS.

## Sztuka

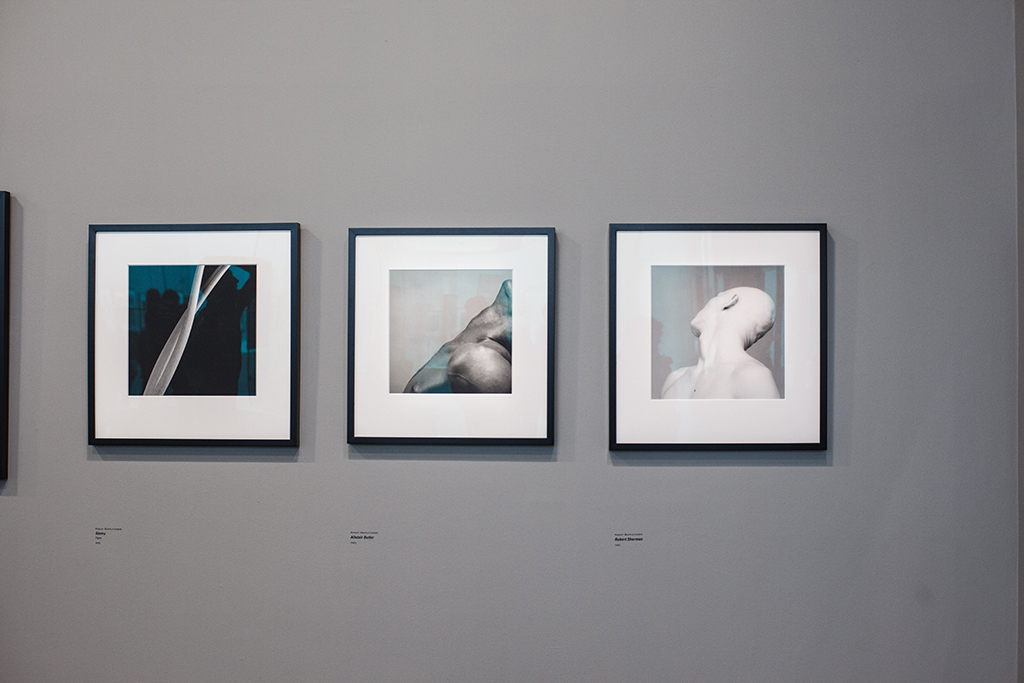
Wystawa prac R. Mapplethorpe’a

Swoje pierwsze zdjęcia wykonał przy użyciu Polaroida. W połowie lat 70. nabył średnioformatowy aparat Hasselblad i zaczął fotografować swoich licznych przyjaciół i znajomych, w tym artystów i muzyków. 
Fascynował go przede wszystkim męski akt. Pokazywał również kobiety, zachwycając się symetryczną budową, kształtami piersi, ud oraz brzucha. Twierdził, że w innej epoce z pewnością zostałby rzeźbiarzem, ale fotografia oddaje rytm i tempo współczesnego życia. Jego prywatną ikoną był „Umierający jeniec” Michała Anioła. Główne tematy jego dzieł to kwiaty, szczególnie orchidee i cantedeskie. Pracował przede wszystkim w studiu fotograficznym, praktycznie do końca swojej kariery. 
Na początku lat 80. jego prace zyskały uznanie szerszej publiczności, w tym w nowojorskich pracowniach Andy’ego Warhola The Factory i Studio 54. Na swoich fotografiach uwiecznił między innymi malarzy Davida Hockneya, Andy'ego Warhola i Roya Lichtensteina, a także Palomę Picasso, Donalda Sutherlanda, Richarda Gere’a, Louise Bourgeois, Arnolda Schwarzeneggera, Isabellę Rossellini, Deborah Harry, Laurie Anderson, Joan Armatrading, Petera Gabriela, Morgan Fairchild, Kathy Acker, Amandę Lear, Grace Jones, Patti Smith i Iggy'ego Popa; homoerotyzm i akty BDSM (łącznie z koprofagią) oraz akty klasyczne.
W latach 80. udoskonalił estetykę swoich prac, fotografując posągi nagich kobiet i mężczyzn, delikatność kwiatowej martwej natury, oraz wykonując wielkoskalowe portrety artystów i sław. Pierwsze studio Mapplethorpe’a mieściło się przy 24 Bond Street na Manhattanie. Następnie Sam Wagstaff udzielił mu wsparcia w wysokości 500 tys. dolarów, za które artysta wykupił poddasze budynku przy West 23rd Street, gdzie mieszkał i pracował. Na Bond Street urządził wówczas swoją ciemnię.
Publiczną uwagę skupiła na sobie na początku lat 90. seria Portfolio X, kiedy została zawarta w The Perfect Moment, objazdowej wystawie ufundowanej przez National Endowment for the Arts. Portfolio zawiera kilka z najbardziej znanych zdjęć autora wraz z autoportretem ukazującym umieszczony w odbycie batog. 
Mimo tego że jego prace były regularnie wystawiane na sponsorowanych publicznie ekspozycjach, organizacje konserwatywne i religijne, jak American Family Association wykorzystały tę wystawę, aby przeciwstawić się wsparciu rządowemu dla tego, co nazywali „niczym więcej niż sensacyjną prezentacją obscenicznych materiałów”. 
W rezultacie Mapplethorpe stał się dla obu stron znakomitą przyczyną amerykańskiej wojny kultur. Prezentacja The Perfect Moment w Cincinnati skutkowała odrzuconym oskarżeniem Contemporary Arts Center of Cincinnati i jego dyrektora, Dennisa Barrie, o „schlebianie obsceniczności”.
Jego fotografie o tematyce seksualnej ciemnoskórych mężczyzn zostały skrytykowane jako wyzyskujące. 
Krytyka ta była przedmiotem pracy amerykańskiego artysty konceptualnego Glenna Ligona (Notes on the Margins of the Black Book). Ligon przeciwstawił kilka z najbardziej ikonicznych prac Mapplethorpe’a o tej tematyce, zapożyczonych z publikacji z roku 1988 (Black Book), dołączając do tego krytyczne teksty sugerujące rasistowski podtekst jego twórczości.

## Skandal Corcoran
W czerwcu 1989 roku artysta Lowell Blair Nesbitt, długoletni przyjaciel Mapplethorpe’a, był zamieszany w skandal dotyczący prac Mapplethorpe’a. The Corcoran Gallery of Art w Waszyngtonie zgodziła się przyjąć objazdową wystawę prac Mapplethorpe’a, nie stawiając przy tym zastrzeżeń co do ich treści. Zamierzano pokazać nową serię, która została wykonana na krótko przed śmiercią Mapplethorpe’a, Robert Mapplethorpe: The Perfect Moment, będącą pod opieką Janet Kardon z Institute of Contemporary Art. Władze Corcoran, a także niektórzy członkowie Kongresu Stanów Zjednoczonych byli przerażeni, gdy prace zostały im pokazane, wskutek czego muzeum odmówiło organizacji wystawy. Działo się to w czasie, gdy Nesbitt ujawnił, że zapisał muzeum w spadku 1,5 miliona dolarów. Nesbitt publicznie oświadczył, że jeśli muzeum nie zgodzi się gościć wystawy prac przyjaciela, odwoła swój testament. Corcoran podtrzymało swoją negatywną decyzję i Nesbitt zapisał pieniądze dla Phillips Collection.
Po tym, jak Corcoran odmówiło wystawienia prac Mapplethorpe’a, ubezpieczyciele wystawy udali się do niekomercyjnego Washington Project for the Arts, gdzie wielkim tłumom prezentowane były kontrowersyjne zdjęcia w dniach 21 lipca – 13 sierpnia 1989.

## Pośmiertnie
- W 1996 Patti Smith napisała książkę The Coral Sea, dedykując ją Mapplethorpe’owi. W 2010 napisała wspomnienia Poniedziałkowe dzieci (ang. Just Kids), dokumentujące jej związek z Mapplethorpem.
- W 2003 Arena Editions opublikowało Autoportrait, kolekcję czarno-białych polaroidowych autoportretów, które Mapplethorpe zrobił między rokiem 1971 i 1973. Był to pierwszy raz, kiedy te prace zostały udostępnione szerszemu gronu odbiorców.
- W 2006 odbitka fotografii Mapplethorpe’a przedstawiająca Andy’ego Warhola została sprzedana na aukcji za 643,200 dolarów, co uczyniło ją szóstą pod względem ceny sprzedaną fotografią w historii.
- W 2007 amerykański pisarz, reżyser i producent James Crump wyreżyserował film dokumentalny Black White + Gray, który swoją premierę miał na Tribeca Film Festival 2007. Opowiada on o wpływie kustosza Sama Wagstaffa, fotografa Roberta Mapplethorpe’a i wokalistki Patti Smith na sztukę lat 70. XX w. w Nowym Jorku.
- W 2007 Prestel wydał Mapplethorpe: Polaroids, kolekcję 183 z około 1500 zachowanych polaroidów Mapplethorpe’a. Wydaniu książki towarzyszyła wystawa w Whitney Museum of American Art zorganizowana w maju 2008[27].
- W 2016 powstał film dokumentalny Mapplethorpe: Spójrzcie na zdjęcia (ang. Mapplethorpe: Look at the Pictures)[28], a w 2018 zrealizowano biograficzny film Mapplethorpe, gdzie rolę Roberta Mapplethorpe'a zagrał Matt Smith.